# Вежбно (Любуське воєводство)
Вежбно (пол. Wierzbno, нім. Wierzebaum) — село в Польщі, у гміні Пшиточна Мендзижецького повіту Любуського воєводства.
Населення — 336 осіб (2011).
У 1975-1998 роках село належало до Гожовського воєводства.

## Демографія
Демографічна структура станом на 31 березня 2011 року:
|          | Загалом | Допрацездатний вік | Працездатний вік | Постпрацездатний вік |
| -------- | ------- | ------------------ | ---------------- | -------------------- |
| Чоловіки | 167     | 32                 | 117              | 18                   |
| Жінки    | 169     | 32                 | 97               | 40                   |
| Разом    | 336     | 64                 | 214              | 58                   |